# Absperrhahn

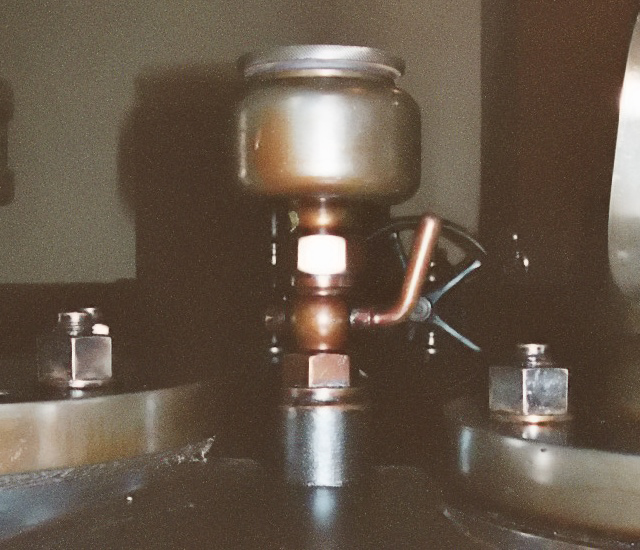
Absperrhahn (Kükenhahn) an einer Dampfmaschine

Der Absperrhahn ist eine Armatur, die den Durchfluss eines Fluids in einer Rohrleitung ganz freigibt oder ganz sperrt. Ein Hahn wird durch eine 90°-Drehung des Schließelementes betätigt. Die Konstruktion von Absperrhähnen ist vollständig dicht; das gilt sowohl für die angeschlossene Rohrleitung als auch für die Spindel der Betätigung.
Anders als beim Absperrventil, bei dem der Durchfluss je nach Bedarf stufenlos eingestellt werden kann, ist die Einstellung auf Zwischenstellungen bei Absperrhähnen (auch Absperrhahnen) nicht vorgesehen. Sie werden in der Regel nur in zwei Zuständen betrieben: ganz geöffnet oder geschlossen.
In der Sanitär- und Heizungstechnik verwendet man für Wasser meist Ventile, auch wenn sie oft als Hahn (Wasserhahn) bezeichnet werden. Für Gas sind Absperrhähne / Absperrhahnen vorgeschrieben.
Ein Zapfhahn ist nicht in einer Rohrleitung eingebaut, kontrolliert das Auslaufen aus einem Behälter und ist auch ein Absperrhahn.

## Vorteile
Absperrhähne sind für kleinste bis große Nennweiten und Nenndruckstufen geeignet. Sie sind für die abzusperrende Rohrleitung dicht und geben nur geringste Leckagemengen an die Umgebung ab. Sie eignen sich daher gut für giftige, brennbare oder andere gefährliche Fluide. Außerdem haben sie einen geringen Strömungswiderstand.

## Nachteile
Die zuverlässige Funktion von Absperrhähnen ist sehr durch Verschmutzungen des Fluids eingeschränkt. Sie können den Fluidstrom nicht kontrollieren (drosseln), außerdem ist ihr Platzbedarf in einer Rohrleitung vergleichsweise groß.
Beim Schließen des Absperrhahnes verbleibt ein kleiner Teil des Mediums in der Bohrung des Schließelementes.

## Bauarten
Absperrhähne unterscheiden sich in der Bauart des Schließelementes:
Kükenhahn
Das kegelstumpfförmige Schließelement (Küken) sitzt als Verlängerung auf der Drehachse, im Kegelstumpf befindet sich ein rechteckiges oder trapezförmiges Loch quer zur Drehachse.
Kugelhahn
Eine durchbohrte Kugel dient als Schließelement. Kugelhähne können wegen ihres passgenauen Dichtsitzes bei sehr hohen Drücken eingesetzt werden.
Kolbenhahn
Ein Zylinderkolben verschließt den Zulauf.
Zylinderhahn
Ein durchbohrter Zylinder dient als Schließelement.
Man unterscheidet Armaturen mit vollem und reduziertem Durchgang.
In Spezial-Armaturen kann ein Absperrhahn mehr als nur eine Schaltstellung einnehmen, so dass sich diese Armatur zum Verteilen und Vereinigen von Fluidströmen eignet. Diese Anordnung nennt man auch Mehrwegehahn, z. B. Dreiwegehahn.